# Arambaré
Arambaré là một đô thị thuộc bang Rio Grande do Sul, Brasil. Đô thị này có diện tích 519,124 km², dân số năm 2007 là 3825 người, mật độ 7,37 người/km².